# کاروانسرای سعادت
کاروانسرای سعادت مربوط به دوره قاجار است و در رشت، بازار، کاروانسرای سعادت واقع شده و این اثر در تاریخ ۱۱ شهریور ۱۳۸۲ با شمارهٔ ثبت ۹۹۱۵ به‌عنوان یکی از آثار ملی ایران به ثبت رسیده است.